# Дёнинг, Адольф Адольфович
Адольф Адольфович Дёнинг (нем. Döning; 10 марта 1907, Тонкошуровка (Мариенталь), Новоузенский уезд, Самарская губерния — 13 ноября 1946) — участник стахановского движения, депутат Верховного Совета СССР 1-го созыва (1937—1944).

## Биография
Родился 10 марта 1907 года в крестьянской семье в немецком селе Мариенталь (сегодня — село Советское Советского района Саратовской области). Окончил 3 класса начальной школы. С 11-летнего возраста работал батраком, рабочим маслобойни.
В 1929—1931 служил в РККА (в стрелковом полку в Саратове).
С 1932 года работал в колхозе. Окончил курсы комбайнеров. В 1935—1936 комбайнер Мариентальской МТС, по итогам уборки зерновых в 1935 г. награждён орденом Ленина.
В 1936 обратился к Сталину с обращением, в котором обещал скосить зерновые на площади 800 га. Фактически скосил 1376 га.
С декабря 1936 по январь 1937 г. директор Мариентальской МТС. Избран депутатом Верховного Совета СССР (в Совет Национальностей) 1-го созыва от Зельманского избирательного округа АССР Немцев Поволжья.
С января 1938 председатель Мариентальского райсовета. В сентябре 1941 г. на основании Указа Президиума Верховного Совета СССР от 28.08.1941 «О переселении немцев, проживающих в районах Поволжья» снят с должности и депортирован в Алтайский край. Работал заместителем директора Кулундинской МТС.
В январе 1942 отправлен на принудительные работы в Ивдельлаг НКВД СССР (Свердловская область).
27 марта 1944 лишён депутатства как утративший связь со своими избирателями.
18 апреля 1945 арестован. На тот момент проживал в с. Ляпуново Краснополянского района Свердловской области. Последняя должность — заведующий Ляпуновским сенопунктом.
15 декабря 1945 приговорён к 10 годам ИТЛ. Наказание отбывал в Севвостоклаге (Магаданская область).
Умер 13 ноября 1946 года.